# Steinbach (Ohrn)
Der Steinbach ist ein fast 6 km langer Bach im Hohenlohekreis im nördlichen Baden-Württemberg, der im Dorf Untersteinbach der Gemeinde Pfedelbach von rechts und Osten in die Ohrn mündet. Sein Oberlauf auf der Hochebene der Waldenburger Berge und an deren westlichem Abfall zur Steinbacher Tal genannten Erosionsbucht der Ohrn heißt Lochbach.

## Geographie

### Verlauf
Der Hauptoberlauf Lochbach des Steinbachs entsteht östlich von Waldenburg-Obersteinach am Rande des Waldgebietes Großerlenhau auf der Hochfläche der Waldenburger Berge nordwestlich des feuchten und von alten Seedämmen durchzogenen Naturschutzgebietes Obere Weide auf einer Höhe von etwas über 474 m ü. NHN. Er fließt zunächst westnordwestlich in einem Graben nahe an Feldern vorbei in westnordwestlicher Richtung auf das Dorf Obersteinbach zu, das er dann in mehr westsüdwestlicher Richtung durchläuft. Nach der unteren Dorfgrenze beginnt auf etwa 455 m ü. NHN sein steiler Klingenabschnitt, auf dem er durch die bewaldete Lochklinge, immer südlicher und zuletzt südlich laufend, sich auf nur etwa anderthalb Kilometern bis auf 319,3 m ü. NHN hinab eingräbt.
Auf dieser Höhe läuft ihm von Westen der Häulesbach zu, ein fast ebenso langer und einzugsgebietsreicher linker Quellast, der unweit des Hauptastursprungs in der südlichen Oberen Weide seinen Lauf beginnt, dann Obersteinbach im Süden passiert und nach einer gefällereicheren Klinge als dieser in den Hauptast mündet. Nach diesem Zulauf wendet sich der Lochbach langsam wieder westwärts, verlässt schon 200 Meter weiter den Wald in eine zunächst noch schmale Wiesenau, die er wie auch die danach noch durchlaufene Tallandschaft meist von einer Baumgalerie begleitet in kleinen Mäandern durchzieht. Die Aue weitet sich bald auf. Der Bach lässt nun den Wald ganz hinter sich und fließt dann unter den Hängen des von Obstwiesen geprägten Steinbacher Tales westwärts bis zum Pfedelbacher Weiler Mittelsteinbach.
Im Weiler erreicht ihn auf etwa 282 m ü. NHN aus dem Nordosten sein anderer großer, diesmal rechter Zulauf, der auf der bewaldeten Hochebene am Naturschutzgebiet Viehweide auf Markung Michelbach entsteht, das wie die Obere Weide an seinem eigenen Ursprung zum Erhalt eines alten Hutewald eingerichtet wurde. Unterhalb dieses zuletzt der Talsteige der K 2359 von Obersteinbach entlang laufenden Zuflusses heißt der Bach dann Steinbach. Neben der Kreisstraße durch die Talflur laufend, erreicht er schließlich den Dorfrand von Untersteinbach. Hier zeigen sich am rechten, südexponierten Hang des Steinbacher Gebirgs und des Simonsbergs darüber die ersten Weinberge. Im Dorf bleibt der Lauf bis fast an die Hauptdurchgangsstraße (K 1024 durchs Ohrntal) offen, nur die letzten gut hundert Meter sind verdolt.
Der Steinbach mündet, zuletzt verdolt, nach 5,6 km Lauf am Westrand des Pfedelbacher Dorfes Untersteinbach wenig unterhalb der Straßenbrücke zur Fleinersmühle auf etwa 259 m ü. NHN von rechts und Osten in die obere Ohrn. Auf dem Gesamtlauf mit Lochbach hat er ein Gefälle von 215 Metern und damit ein mittleres Sohlgefälle von etwa 38 ‰. Über die Hälfte seiner Höhe verliert er dabei auf seinem Klingenabschnitt, auf den wenig mehr als ein Viertel der Gesamtlänge des Baches fallen.

### Einzugsgebiet
Der Steinbach hat ein Einzugsgebiet von 8,4 km² Größe im Unterraum Waldenburger Berge des Naturraums Schwäbisch-Fränkische Waldberge. Es erstreckt sich vom Großerlenhau  ganz im Osten wenig über den Lochbach- und Häuslesbachsquellen bis zur Mündung in Untersteinbach ganz im Westen etwa 5 km weit. Seine breiteste Stelle misst quer dazu nur etwa 2,5 km. Es grenzt entlang der gesamten nördlichen Wasserscheide auf der Hochebene gegen das Einzugsgebiet des Michelbachs, der weiter abwärts ebenfalls von rechts der mittleren Ohrn zuläuft. Jenseits der östlichen zieht die Bibers südwärts zum mittleren Kocher. Hinter der südöstlichen Wasserscheide liegt ebenfalls auf der Hochebene das Entwässerungsgebiet des Schupbachs, der ebenso der aufwärtigen Ohrn zuläuft wie im Südwesten der nur kurze, ebenfalls in Untersteinbach mündende Dürrenklingenbach jenseits des Sporns, den die Straßensteige von dort nach Büchelberg nutzt.
Die größten Höhen von bis 478,8 m ü. NHN  (am Sträßchen von Obersteinbach ostwärts zum Entlesboden und zur K 2362) werden an der östlichen Bibers-Wasserscheide erreicht. Die Hochebene liegt meist über 460 m ü. NHN.
Der Steinbach entwässert einen Teil der Waldenburger Berge, einen Unterraum (mit Nummer 108.5) des Naturraums Schwäbisch-Fränkische Waldberge, welcher definitorisch außer der namengebenden Waldhochebene südlich von Waldenburg auch aufwärtige Teile der Erosionsbucht der Ohrn bis zum Flusslauf umfasst. Von gegenüber stößt der Unterraum Vorderer Mainhardter Wald (Nr. 108.40) bis an den Lauf des Vorfluters Ohrn, flussabwärts von der Mündung rechnet deren schon oberhalb nach dem Ort Untersteinbach Steinbacher Tal genanntes weites Flusstal in den Keuper-Waldbergen dann zum Unterraum Öhringer Ebene (Nr. 127.21) im benachbarten Naturraum Hohenloher Ebene.
Auf etwa 60 % der Fläche steht Wald, der sich in zwei verschiedene Anteile gliedert: Der größere Teil im Westen, fast drei Viertel, nimmt die Hanglagen zum Tal des Steinbachs ein und umfasst daneben das große Waldgebiet Viehweide auf der rechten Hochebene. Der kleinere mit vor allem dem Großerlenhau säumt den Ostrand auf der Hochebene zum Bibers-Einzugsgebiet. An den Steillagen zum mittleren und unteren Tal dominiert Laubwald, auf den Hochflächen dagegen gibt es große geschlossene Nadelwälder, die im Bereich der flachen und zur Versumpfung neigenden früheren lichten Hutewälder aufgeforstet wurden. Der Fluranteil umfasst fast die ganze Rodungsinsel um Obersteinbach auf der Hochebene, wo der Ackerbau dominiert, und die fast ebenso viel Fläche einnehmenden offenen Tal- und Hanglagen im unteren Lochbach- und Steinbachtal, die vor allem von Grünland und Obstwiesen eingenommen werden.
Jeweils über 35 % der Fläche gehören zu Waldenburg – auf der Hochfläche um Obersteinbach – bzw. zu Pfedelbach – unterhalb der Hangkante der Hochebene. Der knapp halb so große Anteil der Michelbacher Teilgemarkung der Stadt Öhringen umfasst ziemlich genau das Forstgewann Waldwiese. Von Büchelberg her ragt ein noch kleinerer, nämlich unter 10 % der Gesamtfläche einnehmender Keil Michelfelder Gemarkung, ein  Wald mit Namen Bides, nordwärts bis über den mittleren Häuslesbach-Lauf hinweg.

### Zuflüsse
Hierarchische Liste der Zuflüsse und  Seen jeweils von der Quelle zur Mündung. Gewässerlänge, Seefläche, Einzugsgebiet und Höhe meist nach den entsprechenden Layern auf der Onlinekarte der LUBW. Andere Quellen für die Angaben sind ggf. vermerkt.
Ursprung des im Oberlauf Lochbach genannten Steinbachs auf etwa 4751 m ü. NHN östlich von Waldenburg-Obersteinach am Rand des Waldgebietes Großerlenhau mit dem feuchten und von alten Seedämmen durchzogenen Naturschutzgebiet Obere Weide. Der Bach fließt erst westnordwestlich durch die Flur, dann westsüdwestlich durch Obersteinbach. Er tritt danach auf etwa 455 m ü. NHN an der Kläranlage am Ortsende in die bewaldete Lochklinge ein. Der Bach fließt in dieser immer südlicher.
- Häulesbach, von links und Ostnordosten auf 319,3 m ü. NHN[LUBW 7] in der unteren Lochklinge, 2,2 km und ca. 1,8 km² und damit in beiden Größen vom Namensoberlauf des Lochbachs (ca. 2,6 km)[LUBW 2] und ca. 2,3 km² etwas übertroffen. Entsteht auf etwa 478 m ü. NHN in der südlichen Großen Weide (49° 9′ 3″ N, 9° 37′ 34″ O). Fließt auf direkterem Wege südlich an Obersteinbach vorbei nach Westen. Ab diesem Zufluss wendet sich der Lochbach dann wieder nach Westen.
- (Hangbach aus Richtung des Erlenhaues auf der Hochebene), von links und Südosten auf etwa 308 m ü. NHN kurz nach dem Waldaustritt, 0,7 km und ca. 0,4 km². Entsteht auf etwa 442 m ü. NHN nahe der oberen Hangkante. Noch oberhalb liegt ein kleiner Tümpel in einer kleinen Feuchtwiese noch auf der Hochebene.
- Gottelebach, von rechts und Nordosten auf etwa 282 m ü. NHN in Mittelsteinbach, 1,8 km und ca. 1,1 km².
Ab diesem Zufluss heißt der Bach Steinbach.
  -  Entfließt auf etwa 464 m ü. NHN einem Teich am im Südostteil des Naturschutzgebietes Viehweide auf Markung Michelbach, unter 0,4 ha.
- (Hangbach am Holderberg), von rechts und Nordnordwesten auf etwa 281 m ü. NHN gut 50 Meter nach dem vorigen noch in Mittelsteinbach, 0,5 km und ca. 0,2 km². Entsteht auf etwa 365 m ü. NHN am oberen Hang des Holderbergs noch im Wald.

Mündung des Steinbachs von rechts und Osten auf etwa 259 m ü. NHN am Westrand von Untersteinbach zuletzt verdolt wenig abwärts der Brücke zu Fleiners Mühle von rechts und Ostnordosten in die obere Ohrn. Der Bach ist hier ca. 5,6 km lang und hat ein 8,4 km² großes Einzugsgebiet.

### Orte
Orte am Lauf mit ihren Zugehörigkeiten. Nur die Namen tiefster Schachtelungsstufe bezeichnen Siedlungsanrainer.
- Hohenlohekreis
  - Stadt Waldenburg
    - Obersteinbach (Dorf, am Lochbach)

  - Gemeinde Pfedelbach
    - Mittelsteinbach (Weiler, am Loch- und dann am Steinbach)
    - Untersteinbach (Dorf)

## Geologie
Der Hauptoberlauf und die zwei großen Zuflüsse des Lochbachs/Steinbachs entstehen auf der von Kieselsandstein (Hassberge-Formation) gebildeten flachen Hochebene der Waldenburger Berge. Nach den Klingenanfängen graben sie sich erst in die Unteren Bunten Mergel (Steigerwald-Formation) ein und durchqueren dann einen schmalen Streifen von Schilfsandstein (Stuttgart-Formation), um sich dann schon im Gipskeuper (Grabfeld-Formation) nacheinander zum Steinbach zu vereinen, der im Gipskeuper auch mündet. Das ganze Bachsystem liegt also im Mittelkeuper.
An den Talhängen schon vor der Westwende des Lochbachs und danach am rechten Hang liegen großflächige, von der oberen Hangkante bis fast in den Talgrund reichende Rutschmassen, die hier den ursprünglichen Schichtenausstrich verdecken. Das sonst schmale Schilfsandsteinband am Hang ist etwas nördlich der oberen Steigenstraße von Untersteinbach nach Büchelberg entlang deutlich verbreitert. Im Bides sowie im Großerlenhau liegen der sonst höchsten Schicht des Kieselsandsteins Inseln aus Lösssediment quartären Ursprungs auf.

### LUBW
Amtliche Online-Gewässerkarte mit passendem Ausschnitt und den hier benutzten Layern: Lauf und Einzugsgebiet des Steinbachs

Allgemeiner Einstieg ohne Voreinstellungen und Layer: Daten- und Kartendienst der Landesanstalt für Umwelt Baden-Württemberg (LUBW) (Hinweise)
1. 1 2 3  Höhe nach dem Höhenlinienbild auf dem Hintergrundlayer Topographische Karte.
2. 1 2 3  Länge nach dem Layer Gewässernetz (AWGN) des Online-Kartenservers der LUBW, zusätzliches Oberlaufstück an der Großen Weide abgemessen auf dem Hintergrundlayer Topographische Karte.
3. 1 2  Einzugsgebiet nach dem Layer Basiseinzugsgebiet (AWGN).
4. ↑  Länge nach dem Layer Gewässernetz (AWGN).
5. ↑  Seefläche nach dem Layer Stehende Gewässer.
6. ↑  Einzugsgebiet abgemessen auf dem Hintergrundlayer Topographische Karte.
7. 1 2  Höhe nach schwarzer Beschriftung auf dem Hintergrundlayer Topographische Karte.

### Andere Belege
1. ↑  Wolf-Dieter Sick: Geographische Landesaufnahme: Die naturräumlichen Einheiten auf Blatt 162 Rothenburg o. d. Tauber. Bundesanstalt für Landeskunde, Bad Godesberg 1962. → Online-Karte (PDF; 4,7 MB)
2. ↑  Geologie nach den Layern zu Geologische Karte 1:50.000 auf: Mapserver des Landesamtes für Geologie, Rohstoffe und Bergbau (LGRB) (Hinweise). Ein ähnliches Bold bietet die unter → Literatur aufgeführte geologische Karte.